# T-Mobile Park
Le T-Mobile Park (surnommé T-Mobile, The House That Griffey Built ou The Safe) est un stade de baseball à toit rétractable qui est adjacent au CenturyLink Field et situé dans le quartier de SoDo (South of Downtown) à Seattle, dans l'État de Washington. 
Il est bordé par First Avenue S. à l'ouest, Edgar Martinez Drive S. au sud, S. Royal Brougham Way au nord et la voie ferrée du Burlington Northern and Santa Fe Railway à l'est. Le bâtiment est sponsorisé par la société Safeco Corporation qui a acheté les droits d'appellation du stade le 4 juin 1998. Depuis le 15 juillet 1999, il est le domicile d'une équipe de baseball MLB évoluant dans la division Ouest de la Ligue américaine, les Mariners de Seattle. Auparavant l'équipe jouait avec les Seahawks de Seattle  dans le vétuste Kingdome. Le Safeco a une capacité de 47 929 places avec 70 suites de luxe (62 privées et 8 de groupes) et 4 342 sièges de club.

## Histoire
Pendant plus de deux décennies les Mariners de Seattle ont joué dans le morne Kingdome. Mais en 1999 les Mariners sont entrés dans une nouvelle enceinte de baseball, le Safeco Field. Dans les années 1990, le Kingdome était devenu un stade désuet et abîmé pour les Mariners de Seattle. Beaucoup d'individus et organismes ont commencé à travailler pour obtenir un nouveau stade à l'équipe. Après plusieurs années de négociations, l'équipe a décidé de construire un nouveau domicile.
Le 30 mars 1994, le gérant du Comté de King, Gary Locke, a nommé un groupe d'architectes, d'ingénieurs et d'entrepreneurs pour évaluer le besoin de construire un nouveau stade et de remplacer le Kingdome qui se détériorait rapidement. Beaucoup ont craint que les Mariners quittent Seattle si un nouveau stade n'était pas construit. En janvier 1995, le groupe de 28 membres a recommandé au Conseil du Comté de King que le public devrait être impliqué au financement du projet. Le groupe a conclu qu'une augmentation de la taxe de vente de .01 % serait suffisante pour financer le stade. Le Comté de King a tenu une élection spéciale le 19 septembre 1995, demandant à la population cette augmentation de la taxe de vente. La mesure a été refusée de peu.
Une session spéciale de la législature de l'État de Washington était appelée, et le 14 octobre, un nouveau paquet de revenu a été autorisé. Le stade serait financé par un crédit contre la taxe de vente, les fonds de la loterie de Washington, un impôt de .3 % sur les restaurants et les bars et d'autres source de financement. La semaine suivante, le Conseil du Comté de King a voté pour approuver cette mesure et créé le Washington State Major League Baseball Public Facilities District, qui posséderait le stade et surveillerait sa construction. Le 29 janvier 1996, la firme NBBJ qui est basée à Seattle est choisie par le Public Facilities District pour concevoir les plans du projet.
Le 9 septembre 1996, l'emplacement a été choisi pour le nouveau stade, juste au sud du Kingdome. À la fin de l'automne, plusieurs membres du Conseil du Comté de King ont écrit une lettre aux Mariners de Seattle, déclarant qu'ils n'ont pas cru que l'argent public devrait financer ce projet. En réponse, les Mariners de Seattle ont tenu une conférence de presse exposant qu'ils vendraient l'équipe, ou déplaceraient l'équipe de Seattle. Après un scandale public, le Conseil a voté pour réaffirmer leur coopération avec les Mariners en construisant un nouveau stade. 
Bâti à côté du Kingdome, le chantier est officiellement inauguré le 8 mars 1997 avec la star Ken Griffey Jr. devant 30 000 fans. Les sociétés Hunt-Kiewit (Huber, Hunt and Nichols, Inc. et Kiewit Construction Company), Skilling Ward Magnusson Barkshire et The Erection Company Inc. (toit) sont à la charge du chantier d'après des plans des architectes de la NBBJ et 360 Architecture. Le Safeco a suivi le même modèle néo-traditionnel que chaque nouveau stade de baseball construit dans les années 1990. Il a une façade en brique, une pelouse naturelle (installée le 24 mai 1999), et un toit ouvrant. La compagnie Safeco Corporation a acheté l'appellation du stade le 4 juin 1998 pour $40 millions USD sur 20 ans donnant ainsi son nom, Safeco Field. Le "Safe" avait coûté $517,6 millions USD (le plus cher de la ligue).
Une foule de 47 000 personnes a rempli les tribunes pour le jour de son inauguration, le 15 juillet 1999 avec le premier match des Mariners contre les Padres de San Diego mais les Padres gagnèrent 3 à 2. Les sièges sont répartis sur trois étages qui entourent les trois quarts du terrain. Des gradins et un tableau des scores/messages sont situés au-dessus des bullpens dans le champ gauche (left field). Plus de gradins sont situés dans le champ central (centerfield). Au-dessus de ces sièges se situe le tableau d'affichage video principal. Le toit rétractable du Safeco Field permet aux spectateurs de rester secs pendant les jours pluvieux de la saison. Le toit escamotable peut couvrir le terrain entier mais ne l'enferme pas, lui donnant une sensation de plein air. Quand le toit est ouvert, il repose au-dessus et derrière les sièges du champ droit. La structure couvre presque 9 acres (36 400 mètres²), pèse 22 millions de livres et contient assez d'acier pour élever un gratte-ciel de 55 étages. Les trois panneaux mobiles glissent sur 128 roues en acier actionnées par 96 moteurs électriques de dix chevaux de puissance. Il se ferme ou s'ouvre en 10-20 minutes (dépend du vent et des conditions climatiques).
Le stade a organisé de grands événements comme le Match des étoiles de la Ligue majeure de baseball 2001 en juillet 2001, le Seattle Bowl (27 décembre 2001), et le WWE WrestleMania XIX, le 30 mars 2003, qui a réuni 54 097 spectateurs.
Le T-Mobile Park offre un certain nombre de divertissements pour des visiteurs. Le Bullpen Market est situé derrière la zone interactive et d'activités du champ gauche, qui inclut la Fan Walk, des vendeurs locaux de nourriture, et une des meilleures vues des matchs par derrière la barrière du champ central (centerfield). Lookout Landing à l'extrémité de la ligne du champ gauche sur l'étage supérieur fournit des vues incroyables de l'intérieur et de l'extérieur du stade. Le Outside Corner Picnic Patio, directement au-dessus de l'entrée Home Plate Gate, est un lieu de rassemblement qui fournit à des visiteurs des panoramas stupéfiants au-dessus du Puget Sound, avec des tables et des bancs pour le pique-nique. Le Children’s Hospital Playfield est une zone d'amusement pour les enfants sur le thème du baseball.

## Chiffres
- 69 suites de luxe
- 200 miles tonnes de béton
- $517,6 millions pour la construction (126 millions par les Mariners (25 %))
- 4 342 sièges de club
- 47 929 places
- 600 000 briques pour la façade

## Événements
- WWE WrestleMania XIX, 30 mars 2003
- Match des étoiles de la Ligue majeure de baseball 2001, 10 juillet 2001
- Seattle Bowl, 27 décembre 2001

## Dimensions
- Left Field (Champ gauche) - 331 pieds / 101 mètres
- Left-Center - 390 ' / 119 m
- Center Field (Champ central) - 405 ' / 123 m
- Right-Center - 386 ' / 118 m
- Right Field (Champ droit) - 326 ' / 99 m

## Galerie

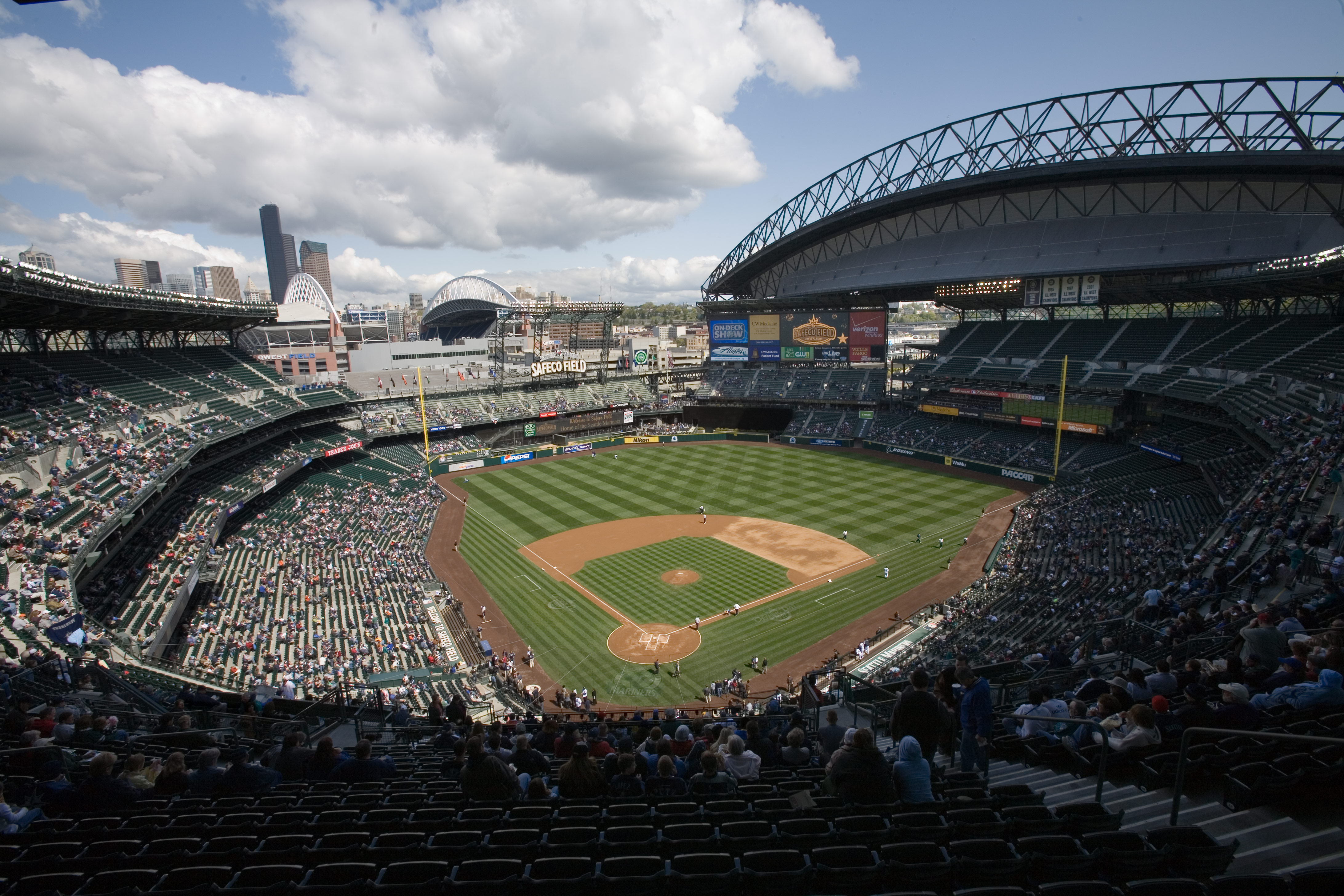
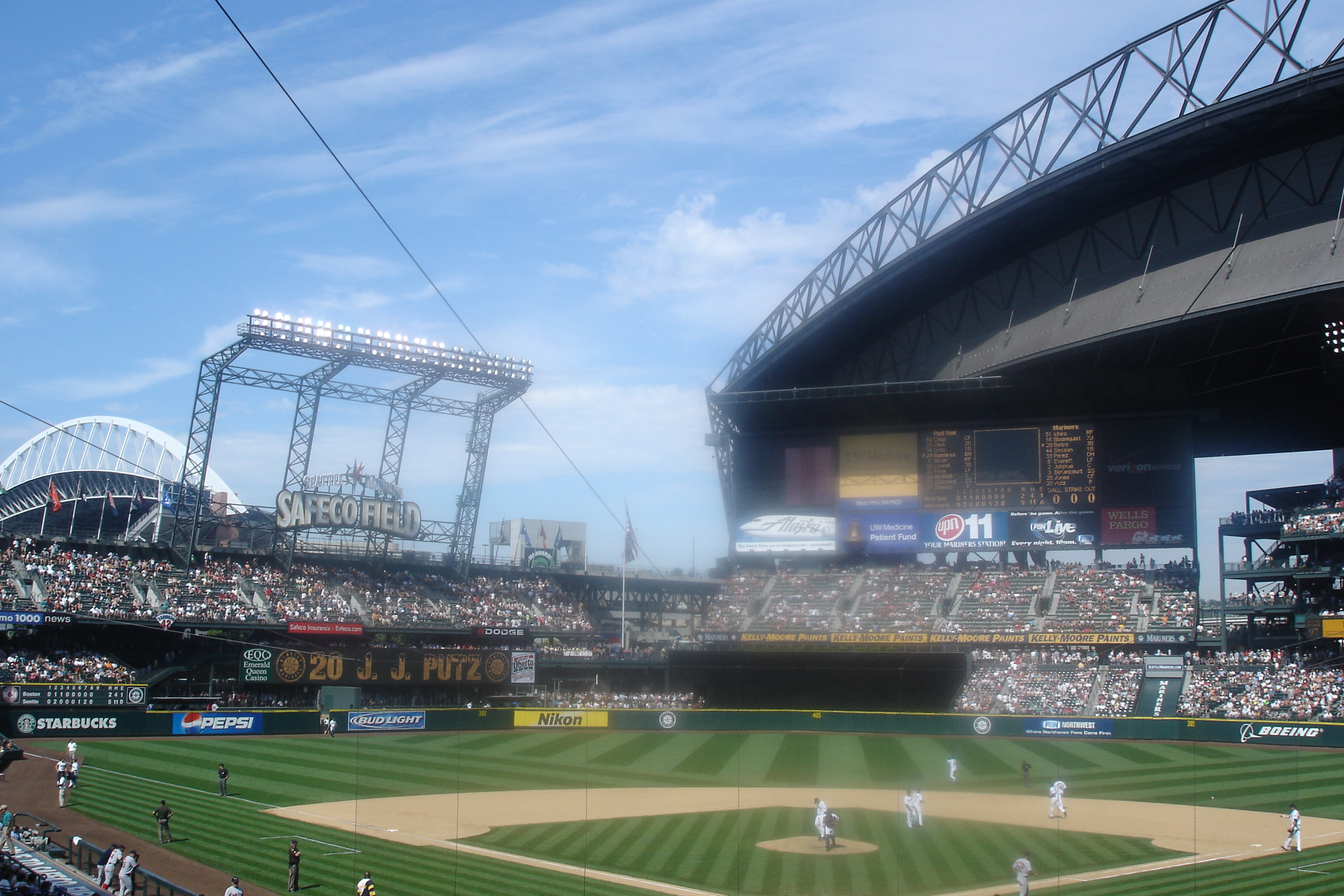
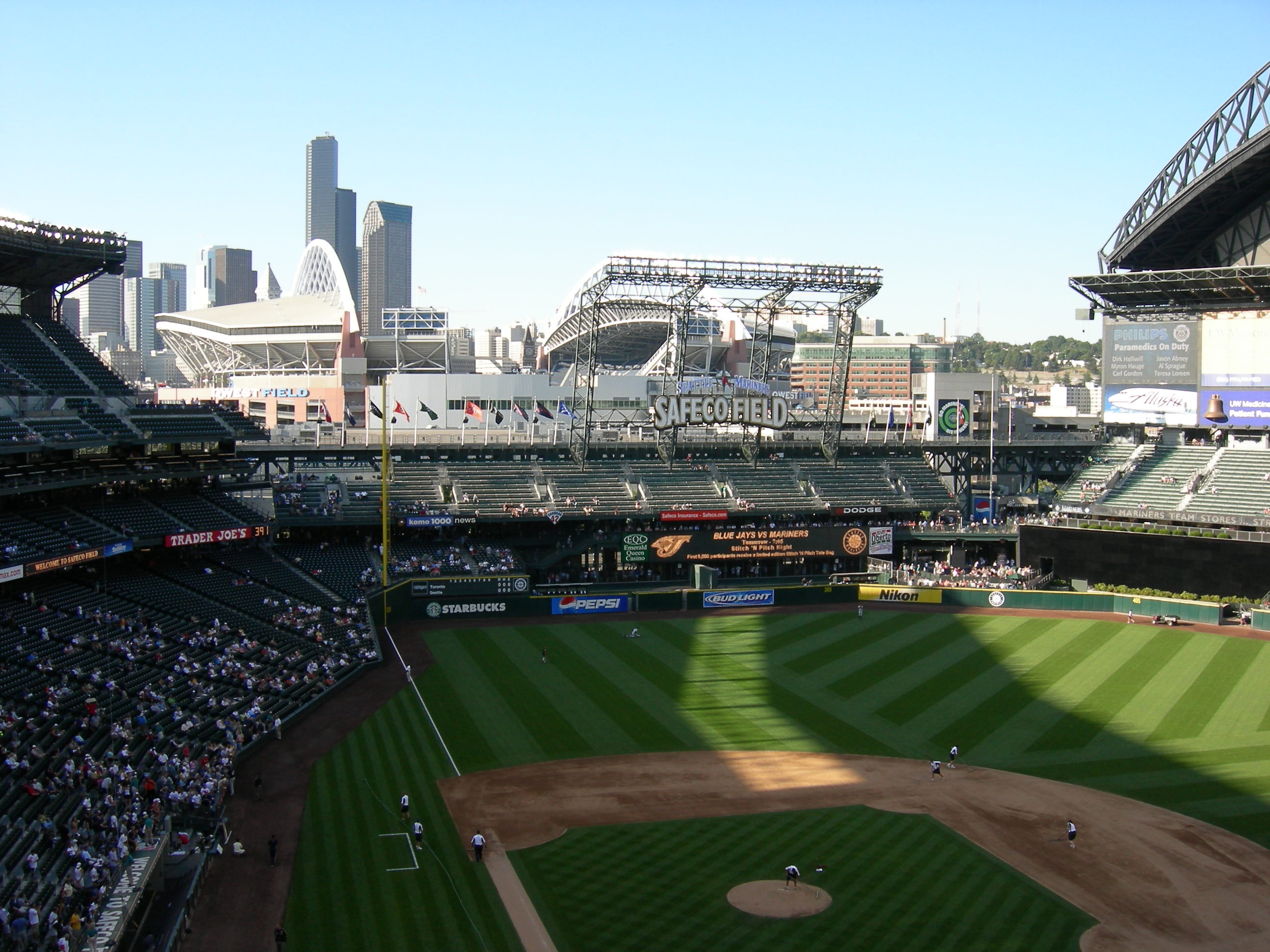
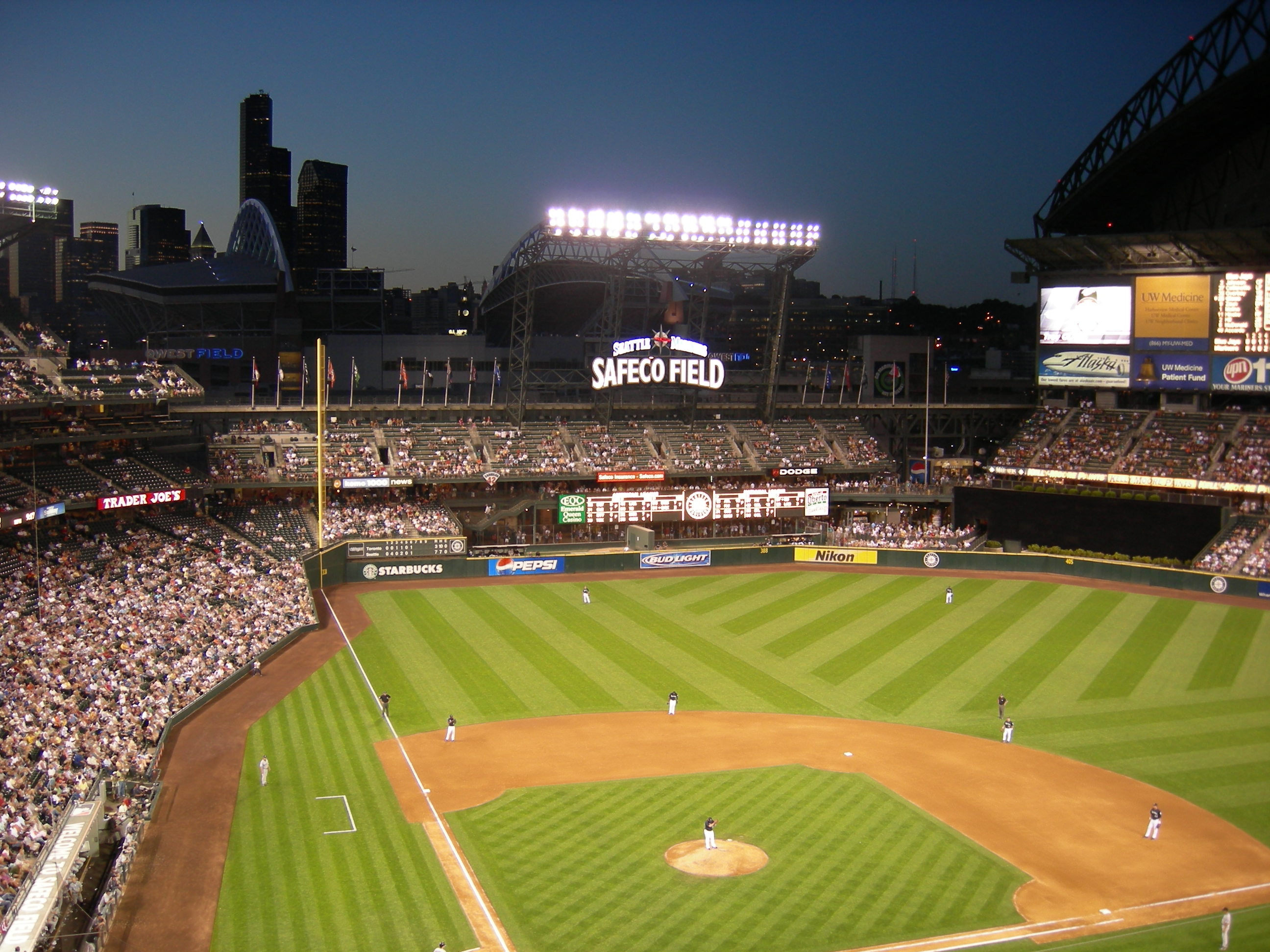
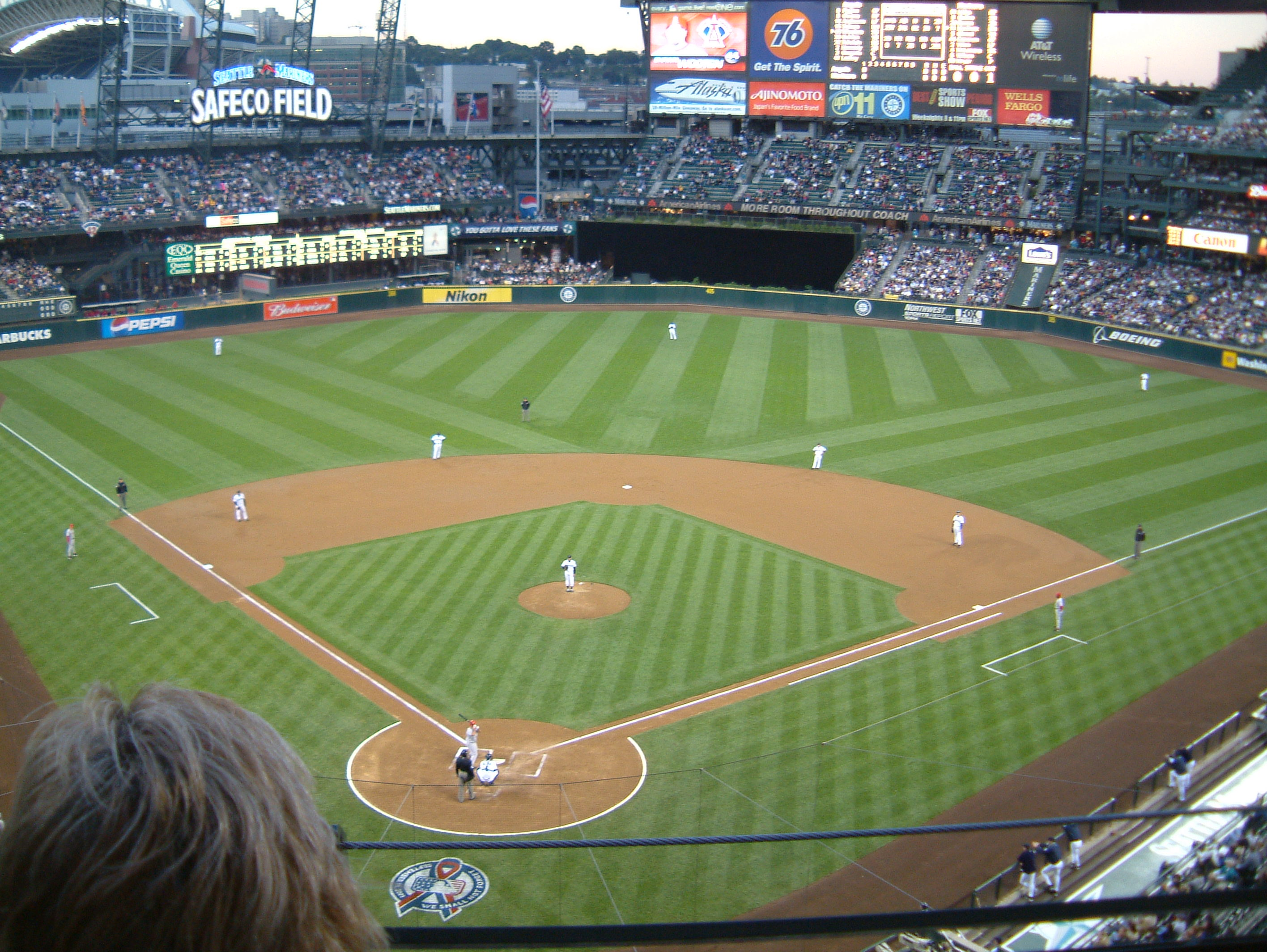
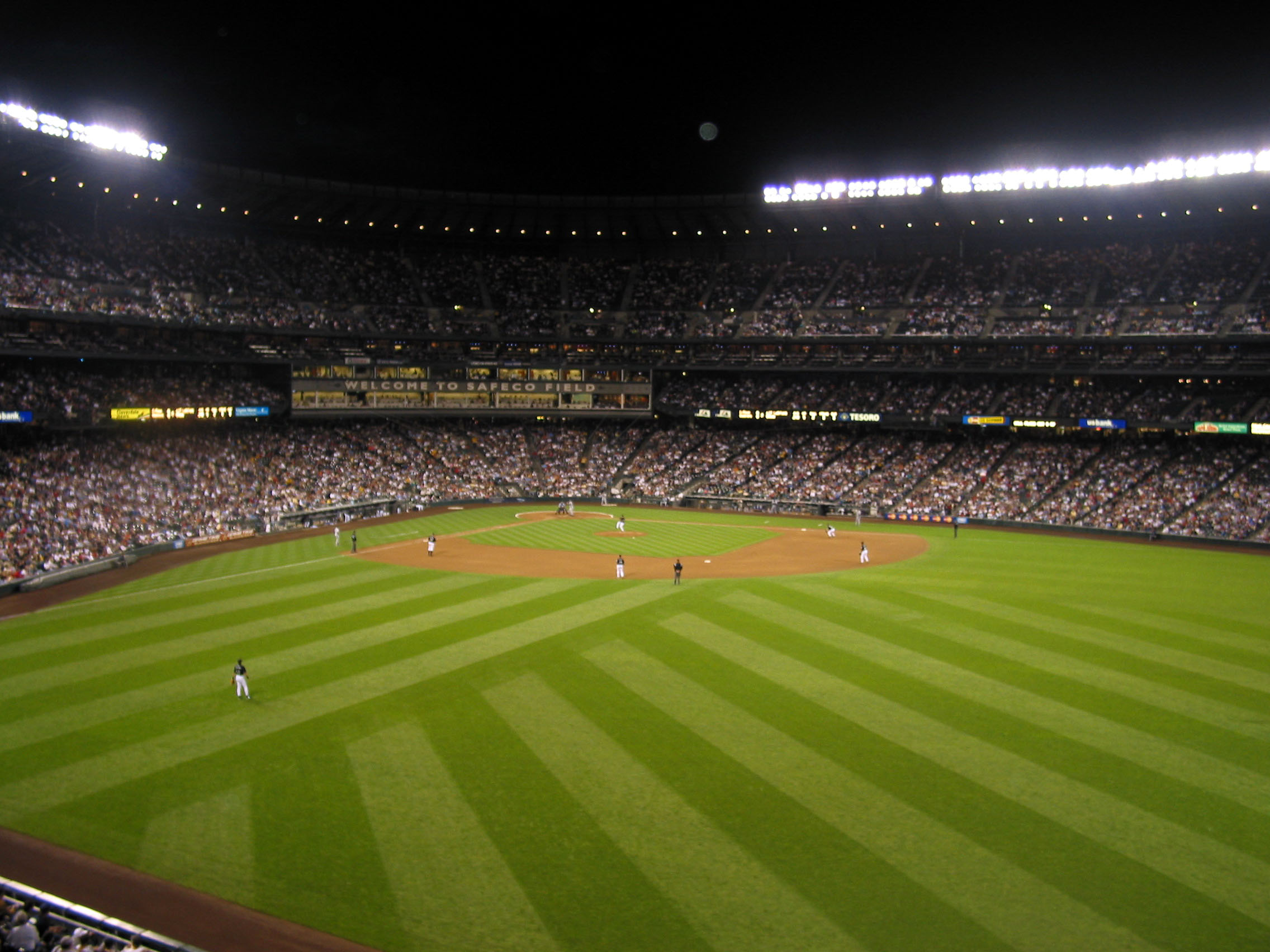
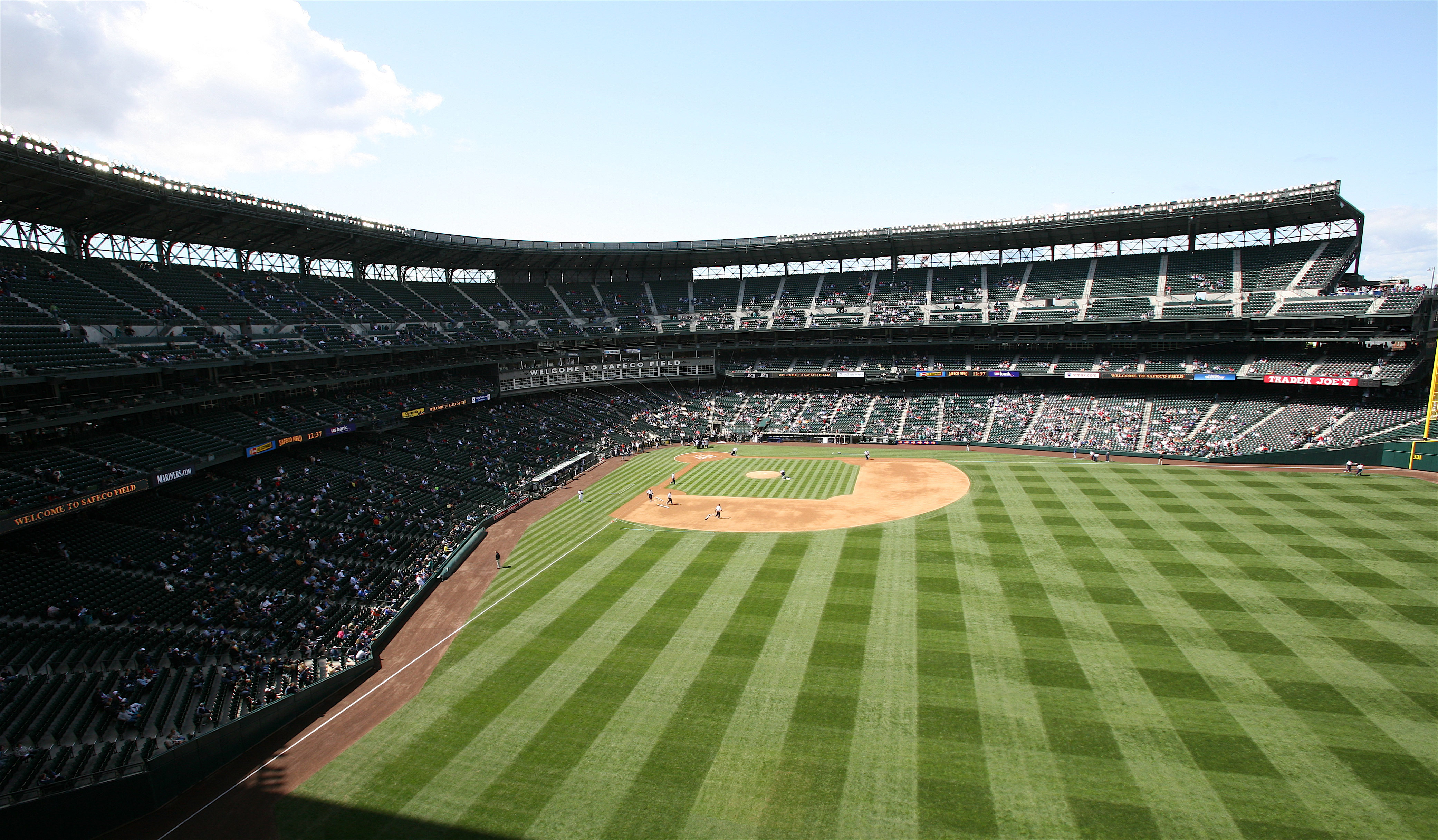
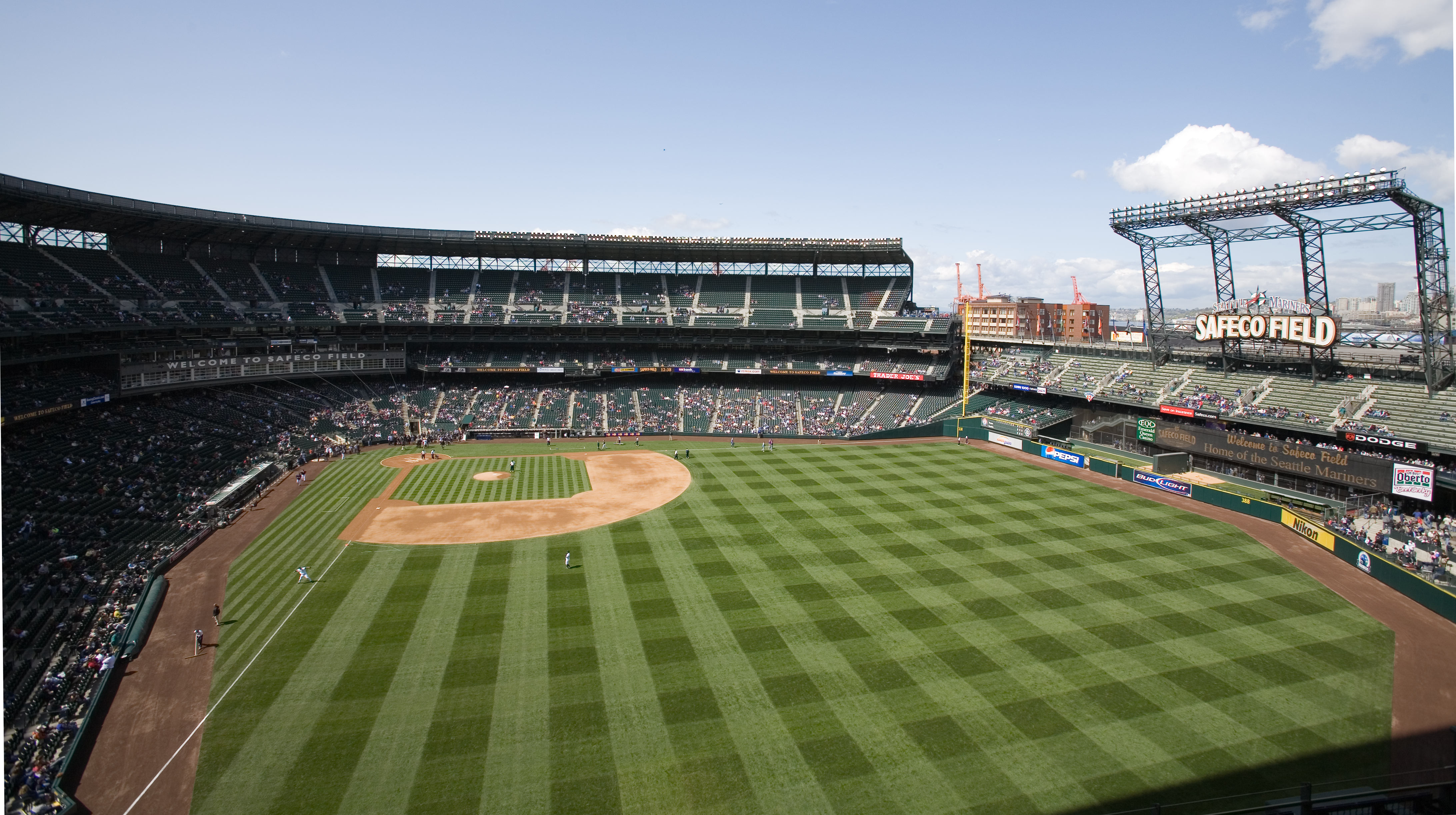
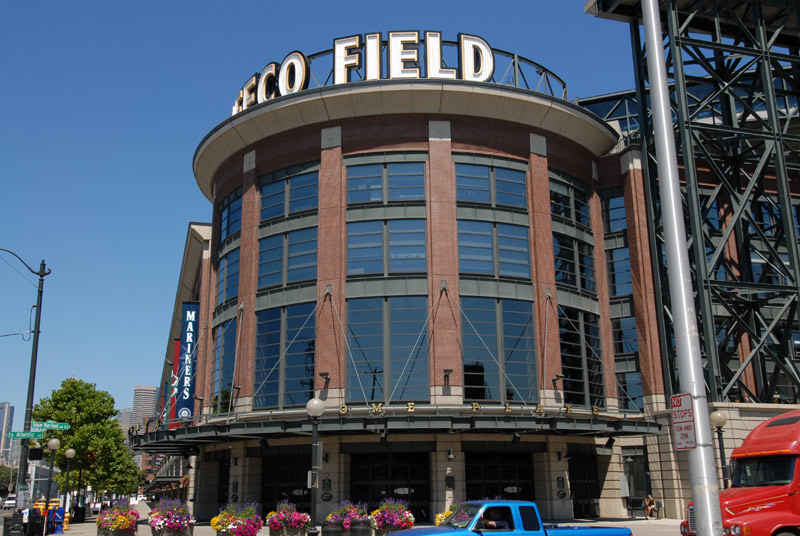
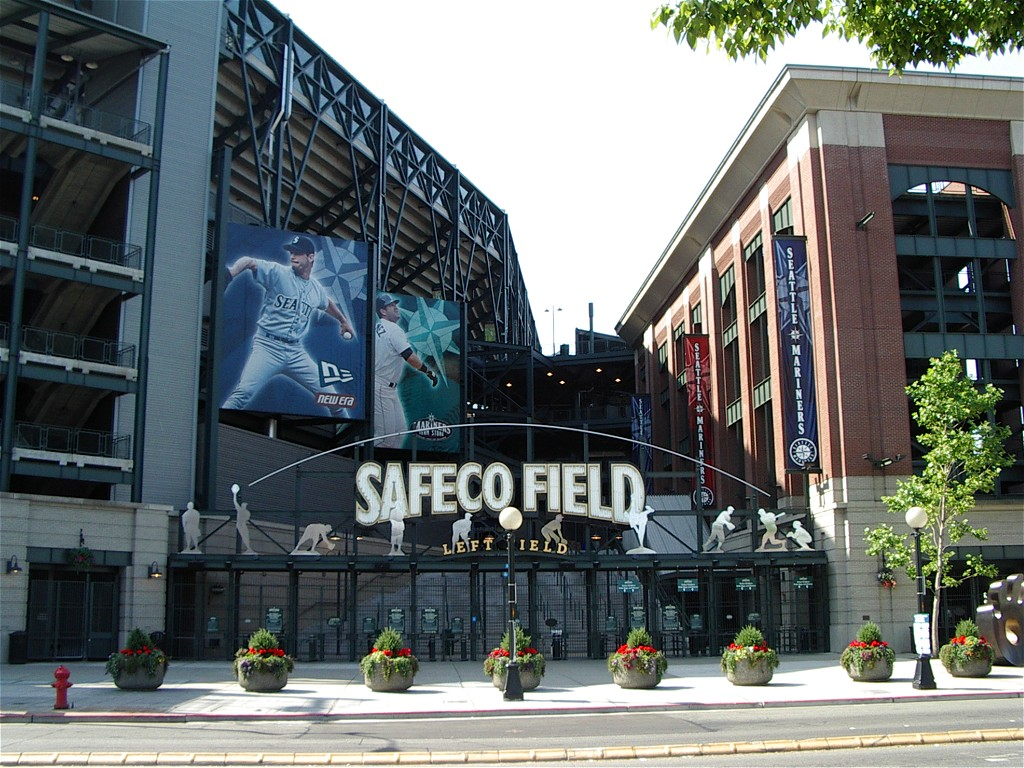
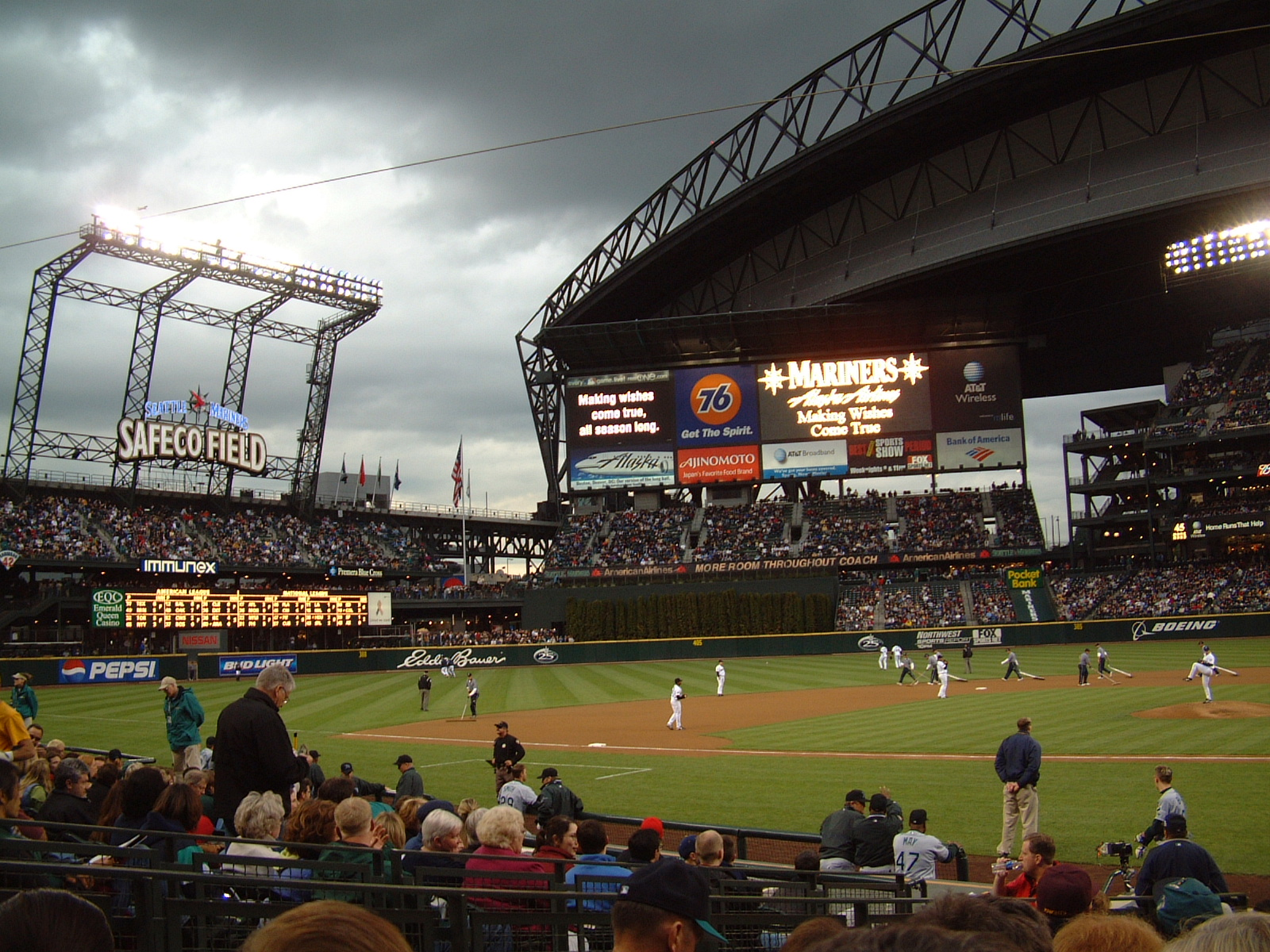
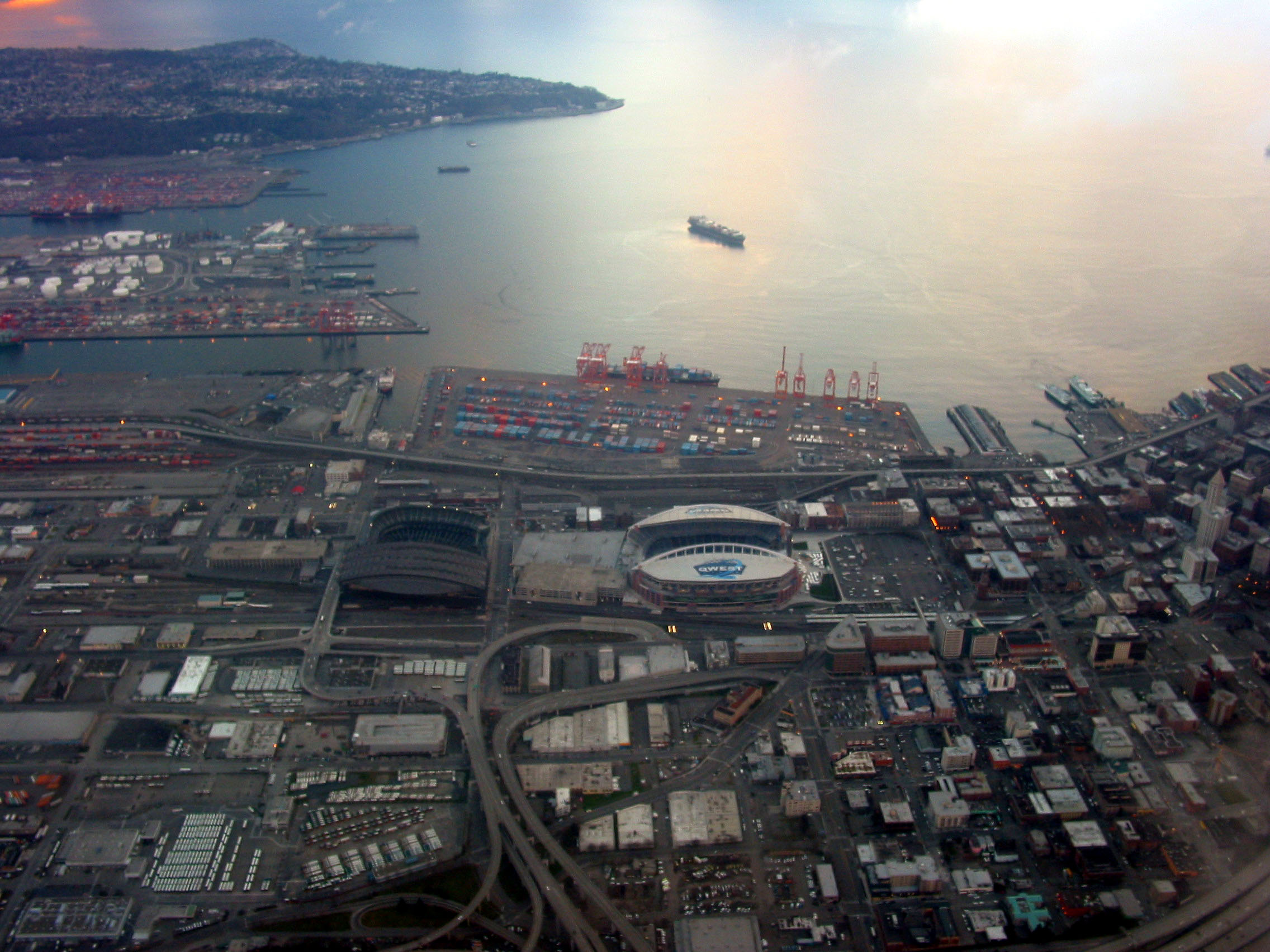